# Gotong Royong Monument
Het Gotong Royong  Monument is een monument in Lelydorp dat verwijst naar de Javaanse samenwerkings- en ontwikkelingsfilosofie gotong royong. Het monument is 9,5 meter hoog en 8 meter breed.
Het werd op 13 augustus 2016 onthuld, op de dag voor het 25-jarige jubileum van de stichting Dian Dessa, die het gotongroyong-principe omarmd heeft. Bij de onthulling waren hoogwaardigheidsbekleders aanwezig, zoals Indonesisch ambassadeur Dominicus Supratikto, minister van Arbeid Soewarto Moestadja en districtscommissaris Armand Jurel.
Het beeld is een eerbetoon aan de stichting Dian Dessa. Deze bestond eerder dan de wijk en was de aanvrager van de bouwgronden waar de wijk werd gebouwd. Gezamenlijk werd het bos gekapt en wegen en nutsvoorzieningen aangelegd. Ook werden de kosten van bij elkaar 37.500 SRD (circa 1000 euro) samen gedeeld.
Het monument staat aan de Palisadenweg, een afslag van de Indira Gandhiweg, die toegang biedt tot de woonwijk Dian Dessa. In 2022 werd naast dit monument het lettermonument We love gotong royong onthuld.